# Parafia Wniebowzięcia Najświętszej Maryi Panny we Wrocławiu
Parafia Wniebowzięcia Najświętszej Maryi Panny we Wrocławiu – rzymskokatolicka parafia znajdująca się w dekanacie Wrocław Krzyki w archidiecezji wrocławskiej. Obsługiwana przez kapłanów archidiecezjalnych. Erygowana w XIII wieku. Mieści się przy ulicy Pszczelarskiej.

## Proboszczowie
- ks. prał. Stanisław Dudek (1991–2007)
- ks. Zbigniew Dołhań (2007–2017)
- ks. Piotr Śmigielski (2017–2022)
- ks. Mariusz Sobkowiak (od 2023)

## Zasięg parafii
Do parafii należą wierni z miejscowości: Radomierzyce (1 km), Wysoka (1,5 km) i Wrocław: (ulice: Abrahama, Agrestowa (nr 100-126), Ametystowa, Białoszewskiego, Bołtucia, Brylantowa, Bursztynowa, Czołgistów, Dąbka, Diamentowa, Fasolowa, Filipowicza, Fizylierska, Gałczyńskiego, Gerberowa, Goetla, Grota-Roweckiego (nr 75-213), Jarzynowa, Jaspisowa, Kleeberga, Kryniczna, Kurpiów, Kutrzeby, Łubinowa, Malachitowa, Masztalerza, Motylkowa, Nefrytowa, Nektarowa, Nenckiego, Obrońców Poczty Gdańskiej (nr parz.), Parafialna (od nr 36), Piechoty, Pszczelarska, Rubinowa, Rzepakowa, Skotnickiego, Sojowa, Sosnkowskiego, Starzyńskiego, Storczykowa, Strachowskiego, Strączkowa, Sucharskiego, Synów Pułku, Szafera, Szczepowa, Szmaragdowa, Świt (nr 79-83), Traktorowa, Tulipanowa, Turkusowa, Uczniowska, Ułańska, Unruga, Włada, Zdrojowa i Zwiadowców).